# Alberto D'Uva
Alberto D'Uva era un secretario a cargo que ocupó por 82 días el puesto de 31° gobernador del entonces territorio nacional de Misiones del 1° de octubre al 21 de diciembre de 1949.
Ya que los gobernadores de los territorios nacionales debían ser, según establecía la Constitución Nacional, designados por decreto presidencial, en muchos casos las designaciones se hacían fuera de término por lo que la fecha de fin de mandato de un gobernador no combinaba con la del comienzo del sucesor. Para cubrir este intervalo se designaba interinamente a algún funcionario de la Casa de Gobierno.